# Vandinho
Vanderson Válter de Almeida, plus communément appelé Vandinho, est un joueur de football brésilien. Il évolue au poste de milieu de terrain.